# جيمس تايلور (لاعب كريكت بريطاني)
جيمس تايلور (11 أغسطس 1929 في الهند - ) (بالإنجليزية: James Taylor)‏ هو لاعب كريكت بريطاني.

## وصلات خارجية
- جيمس تايلور على موقع إي آس بي آن كريك إنفو (الإنجليزية)